# Zwarte obelisk

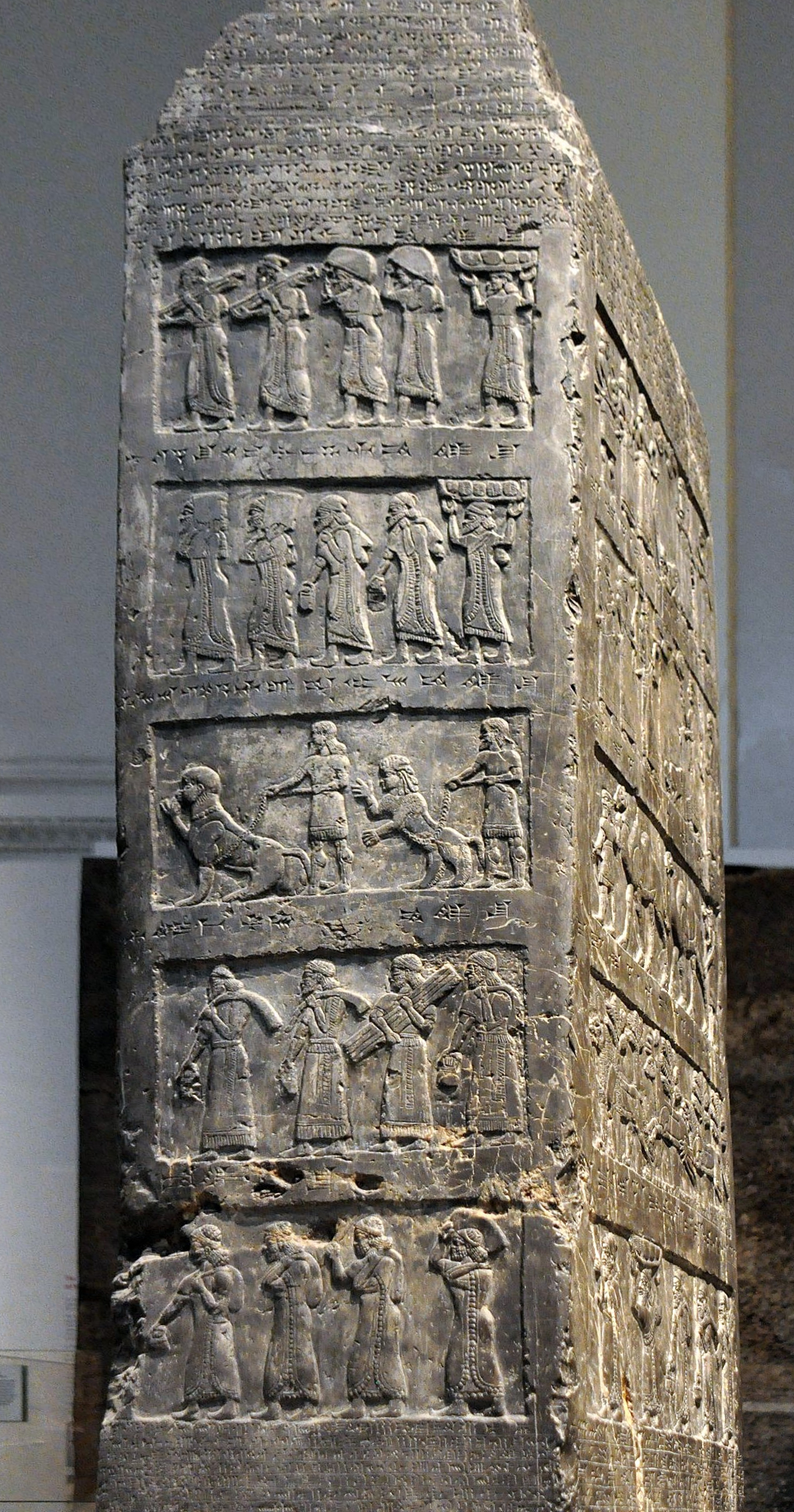
De zwarte obelisk van Salmanasser III; kant 4

De zwarte obelisk is een stenen monument van koning Salmanasser III van Assyrië dat in het Britse museum te zien is.
De vader en voorganger van Salmanasser III, Assurnasirpal II was begonnen met indrukwekkende kunstwerken aan te brengen in en rond zijn paleis. Hij had daarvoor onder andere een obelisk laten oprichten op het plein voor zijn paleis. Deze obelisk staat bekend als de Rassam-obelisk.
Ook Salmanasser liet een obelisk vervaardigen waarop hij een staaltje van zijn macht en aanzien tentoon liet spreiden. Om het verhaal erop afgebeeld goed te volgen moesten bezoekers een aantal malen rond de pilaar lopen. Of eigenlijk de twee verhalen, beide uit verre streken. Een van het uiterste zuidwesten van zijn rijk en de ander van het noordoosten waar Salmanasser twee onbeduidende koninkjes onderworpen had. De een was ene Sua van Gilzanu, de ander ene Jehu, zoon van Humri, van een rijkje dat Israel genoemd werd.